# Stari Ras
Stari Ras este o cetate medievală în Serbia.
Împreună cu alte obiective medievale din regiune, aceasta este inclusă sub numele de Stari Ras și Sopoćani în Lista Patrimoniului Mondial UNESCO în 1979. Toate obiectivele sunt situate în municipiul Novi Pazar, Districtul Raška.

## Istoria
Descoperirile arheologice ale structurilor fortificate și ale bisericilor timpurii din zona Stari Ras, datează din secolele IV-VI, corespund mărturiei istoricului bizantin Procopius care a scris că castelul roman din Arsa din provincia Dardania a fost refortificată în timpul domniei împăratului Iustinian I (527-565). 
Odată cu sosirea slavilor în secolul al VI-lea și cu prăbușirea finală a dominației bizantine în Dardania la începutul secolului al VII-lea, fortăreața Arsa a fost distrusă. Pentru sârbii noi stabiliți, vechiul Arsa era cunoscut ca Ras. Curând a devenit un loc periferic pentru Serbia. În stadiile incipiente ale statalității sârbe, el era cel mai estic oraș din vecinătatea granițelor cu Primul Imperiu Bulgar, anexat de bulgari în 924-927.
O episcopie pentru Serbia interioară a fost fondată probabil în Ras în timpul evenimentelor bisericești majore care au avut loc în jurul Conciliului de la Constantinopol în anii 869-870 și al Consiliului Constantinopolului în 879-880 .
În timpul împăratului Ioan I Tzimiskes (969-976), dominația bizantină a fost restaurată pe scurt în regiunea Ras, iar protospatharios Ioan a fost numit guvernator (catepan) al fortăreței Ras.
După victoriile împăratului Vasile al II-lea și restaurarea puterii bizantine în Europa de Sud-Est (1018), Ras a devenit centrul politic și bisericesc al Serbiei bizantine. În carta imperială a lui Vasile al II-lea din 1019 și 1020 au fost stabilite drepturile și jurisdicțiile Arhiepiscopiei autonome din Ohrid. Una din episcopiile din jurisdicția sa era cea a lui Ras, cu scaunul de la Biserica Sf. Apostoli Petru și Pavel. În timpul războiului bizantino-maghiar (1127-29) sârbii au luptat pe partea maghiară, recucerind fortăreața Ras, care era sub conducere bizantină. În următorul război (1149-51) bizantinii au ocupat din nou Ras.
O mănăstire de peșteri din secolul al XII-lea a existat în regiunea de nord a mănăstirii Studenica .
În secolul al XIV-lea a existat o piață importantă sub Stari Ras, Trgovište, care a început să se dezvolte. La mijlocul secolului al XV-lea, în timpul ultimei cuceriri otomane a regiunii, o altă piață se dezvolta la aproximativ 11 km spre est. Locul mai vechi era cunoscut ca Staro Trgovište ("veche piață", în limba turcă: Eski Pazar) și mai tânăr ca Novo Trgovište ("noul loc de piață", turc: Yeni Pazar). Acesta din urmă s-a dezvoltat în orașul modern Novi Pazar.

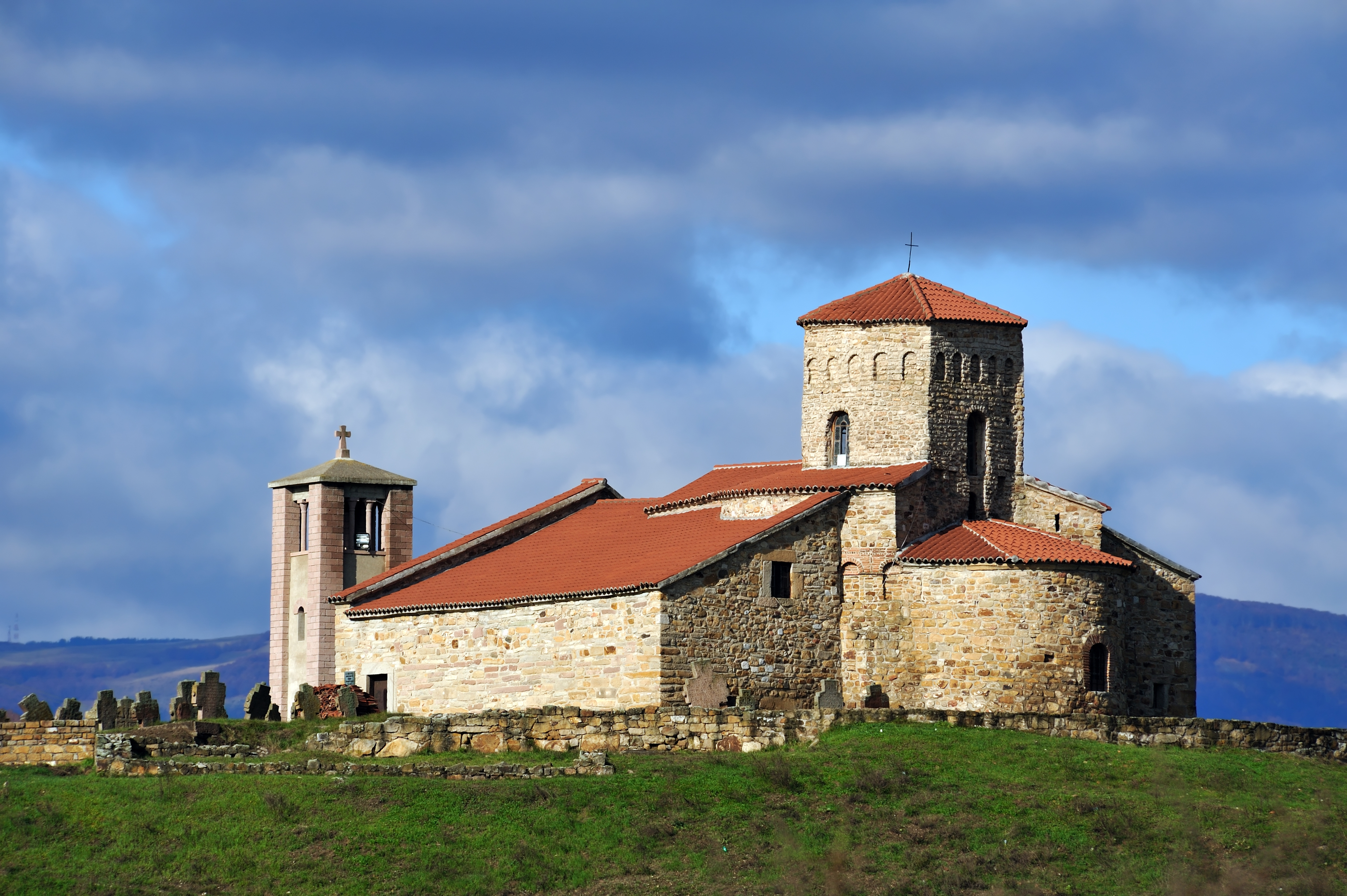
Biserica Sf. Apostoli Petru și Pavel
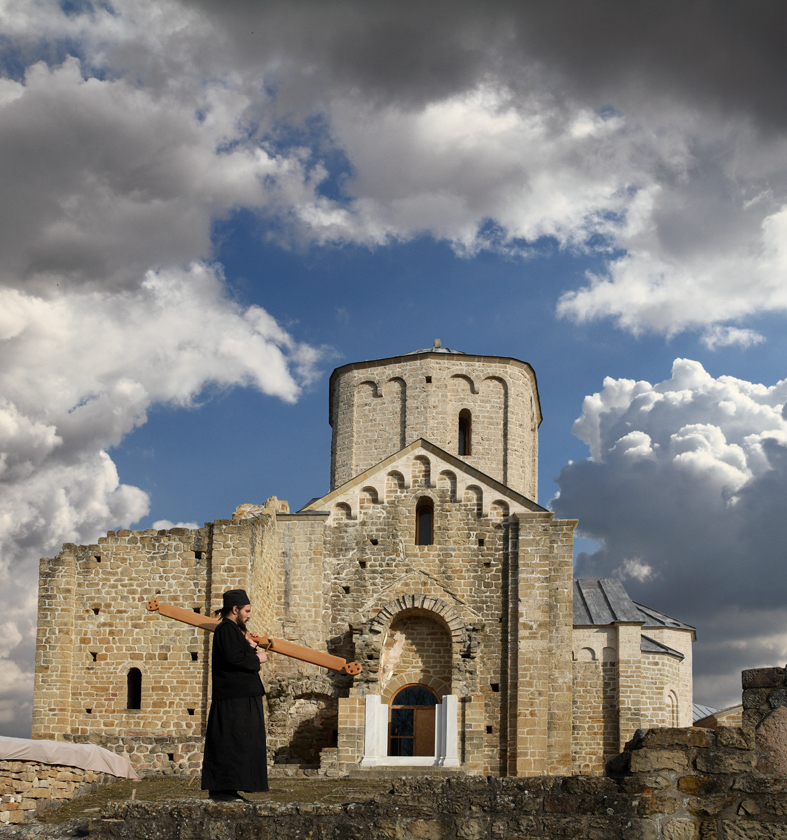
Đurđevi stupovi, secolul al XII-lea
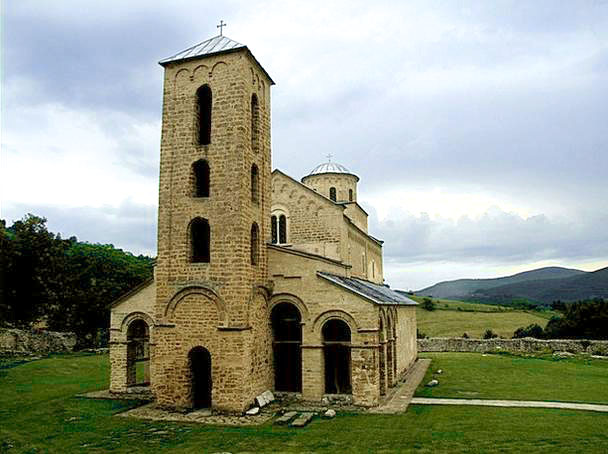
Sopoćani, secolul al XIII-lea

## Obiectivele din complex
- Stari Ras (10 km vest de Novi Pazar) - fostul oraș fortificat, acum în ruine;
- Biserica Petrova (în partea estică a orașului Novi Pazar) - o fostă biserică congregațională a eparhiei Rașka (Rasa) a arhiepiscopiei bulgare din Ohrid;
- Mănăstirea Sopoćani (3 km sud-vest de Stari Ras)